# 연접층
대수기하학과 복소기하학에서 연접 가군층(連接加群層, 영어: coherent sheaf of modules, 프랑스어: faisceau de modules cohérent) 또는 단순히 연접층(連接層)은 유한 계수 벡터 다발(국소 자유층)의 핵 · 여핵으로 구성할 수 있는 가군층이다. 연접 가군층은 벡터 다발과 마찬가지로 공간의 기하학적 성질과 밀접하게 연관된 좋은 성질을 가지며, 카르탕 정리나 가가 정리 등 대수기하학과 복소해석기하학에서의 여러 정리가 성립한다.
벡터 다발은 수학의 여러 분야에서 아주 중요한 개념이다. 대수기하학에서 세르-스완 정리에 따라 (유한 차원) "벡터 다발"은 (유한 계수) 국소 자유 가군층에 대응한다. 그러나 주어진 위상 공간 {\displaystyle X} 위에 주어진 벡터 다발과 선형 다발 사상의 범주 {\displaystyle \operatorname {Vect} (X)}는 아벨 범주를 이루지 않는다. 구체적으로, 벡터 다발의 핵과 여핵은 항상 층으로서 존재하지만 벡터 다발을 이루지 않을 수 있다. 예를 들어, {\displaystyle E}가 {\displaystyle X} 위의 {\displaystyle n}차원 실수 벡터 다발이고, {\displaystyle f\colon X\to \mathbb {R} }가 연속 함수라고 하자. 그렇다면 {\displaystyle f^{*}\colon E\to E}, {\displaystyle f^{*}\colon v\in E_{x}\mapsto f(x)v\in E_{x}}는 선형 다발 사상이다. 만약 {\displaystyle f}가 어느 곳에서도 0이 아니라면, 핵 {\displaystyle \ker f^{*}}는 0차원의 자명한 벡터 다발이고, 공핵 {\displaystyle \operatorname {coker} f^{*}\cong E} 또한 {\displaystyle n}차원 벡터 다발이다. 그러나 {\displaystyle f}가 {\displaystyle x\in X}에서 0이라면, 이 점에서 {\displaystyle f^{*}}의 핵 {\displaystyle \ker f^{*}}는 0차원이 아니라 {\displaystyle n}차원이며, 반대로 {\displaystyle \operatorname {coker} f^{*}}는 0차원이다. 벡터 다발의 모든 올들은 차원이 같아야 하므로, 이 경우 {\displaystyle f^{*}}의 핵과 여핵은 {\displaystyle X} 벡터 다발을 이루지 않는다.
이 경우, {\displaystyle \ker f^{*}}는 부분 공간 {\displaystyle f^{-1}(0)\subset X} 위에만 존재하는 "벡터 다발"이며, {\displaystyle \operatorname {coker} f^{*}}는 부분 공간 {\displaystyle f^{-1}(\mathbb {R} \setminus \{0\})\subset X} 위에만 존재하는 "벡터 다발"이다. 이와 같이 "부분 공간 위의 벡터 다발"을 허용하여 유한 차원 벡터 다발의 범주를 더 확장시켜 얻는 아벨 범주를 생각해 볼 수 있다. 이러한 아벨 범주는 존재하며, 그 원소를 연접 가군층이라고 한다.

## 정의

### 연접 가군층
환 {\displaystyle R} 위의 왼쪽 가군 {\displaystyle _{R}M}이 다음 조건을 만족시킨다면, 연접 왼쪽 가군(連接-加群, 영어: coherent left module)이라고 한다.:140, Definition 4.51
- 유한 생성 왼쪽 가군이다.
- 임의의 {\displaystyle R}-부분 가군 {\displaystyle N\subseteq M}에 대하여, 만약 {\displaystyle N}이 유한 생성 왼쪽 가군이라면, 유한 표시 왼쪽 가군이다. (즉, 임의의 {\displaystyle R}-가군 준동형 {\displaystyle R^{n}\to M}의 핵은 유한 생성 왼쪽 가군이다.)

마찬가지로 연접 오른쪽 가군(連接-加群, 영어: coherent right module)의 개념을 정의할 수 있다.
연접 가군의 개념을 국소화하면, 연접 가군층의 개념을 얻는다. 즉, 국소환 달린 공간 {\displaystyle (X,{\mathcal {O}}_{X})} 위에서, 다음 조건들을 만족시키는 {\displaystyle {\mathcal {O}}_{X}}-가군층 {\displaystyle {\mathcal {F}}}를 연접 가군층이라고 한다.:208, Définition §2.2:47, (5.3.1)
- {\displaystyle {\mathcal {O}}_{X}}-유한 생성 가군층이다.
- 임의의 열린집합 {\displaystyle U}, 임의의 자연수 {\displaystyle n\in \mathbb {N} } 및 임의의 {\displaystyle {\mathcal {O}}_{X}}-가군층 사상 {\displaystyle \phi \colon {\mathcal {O}}_{X}^{n}|_{U}\to {\mathcal {F}}|_{U}}에 대하여, (층으로서의) 핵 {\displaystyle \ker \phi } 또한 {\displaystyle {\mathcal {O}}_{X}|_{U}}-유한 생성 가군층이다.

위 정의는 장피에르 세르나 알렉산더 그로텐디크가 사용하는 정의다. 로빈 하츠혼이 사용하는 정의:111는 조금 다르지만, 뇌터 스킴의 경우에는 위 정의와 동치이다.

### 연접환과 연접 공간
환 {\displaystyle R}에 대하여 다음 조건들이 서로 동치이며, 이를 만족시키는 환을 왼쪽 연접환(-連接環, 영어: left-coherent ring)이라고 한다.
- {\displaystyle _{R}R}는 연접 왼쪽 가군이다.[1]:138, Definition 4.45 즉, 모든 유한 생성 왼쪽 아이디얼은 유한 표시 왼쪽 가군이다.
- {\displaystyle R} 위의 (유한 또는 무한 개의) 평탄 오른쪽 가군들의 직접곱은 평탄 오른쪽 가군이다.[1]:139, Theorem 4.47[5]:460, Theorem 2.1 (※왼쪽 가군이 아닌 것에 주의)
- 임의의 기수 {\displaystyle \kappa }에 대하여, 직접곱 {\displaystyle (R^{\kappa })_{R}}은 평탄 오른쪽 가군이다.[1]:139, Theorem 4.47 (※왼쪽 가군이 아닌 것에 주의)
- {\displaystyle R} 위의 모든 유한 표시 왼쪽 가군이 연접 왼쪽 가군이다.[1]:140, Corollary 4.52
- 임의의 {\displaystyle r\in R} 및 유한 생성 왼쪽 아이디얼 {\displaystyle _{R}{\mathfrak {A}}}에 대하여, {\displaystyle r^{-1}{\mathfrak {A}}=\{s\in R\colon rs\in {\mathfrak {A}}\}}는 유한 생성 왼쪽 아이디얼이다.[1]:142, Corollary 4.60(2)
- 임의의 {\displaystyle r\in R}에 대하여 {\displaystyle \operatorname {Ann} (_{R}r)}는 유한 생성 왼쪽 아이디얼이며, 임의의 두 유한 생성 왼쪽 아이디얼의 교집합은 유한 생성 왼쪽 아이디얼이다.[1]:142, Corollary 4.60(3)

오른쪽 연접환(-連接環, 영어: right-coherent ring)도 마찬가지로 정의된다. 물론, 가환환의 경우 왼쪽·오른쪽을 구별할 필요가 없다.
보다 일반적으로, 국소환 달린 공간 {\displaystyle (X,{\mathcal {O}}_{X})}에서, 만약 {\displaystyle {\mathcal {O}}_{X}}가 (스스로 위의 가군층으로서) 연접 가군층이라면, {\displaystyle (X,{\mathcal {O}}_{X})}를 연접 공간(連接空間, 영어: coherent space)이라고 한다.

### 스킴의 경우
{\displaystyle X}가 스킴이면 위의 일반적인 정의는 보다 명시적인 정의와 동일하다. {\displaystyle {\mathcal {O}}_{X}}-가군층 {\displaystyle {\mathcal {F}}}이 준연접층임과 각각의 열린 아핀 부분 스킴 {\displaystyle U=\operatorname {Spec} A} 위에서 제한 {\displaystyle {\mathcal {F}}|_{U}}이 {\displaystyle A} 위에 가군 {\displaystyle M=\Gamma (U,{\mathcal {F}})}과 관련된 층 {\displaystyle {\tilde {M}}}과 동형임이 동치이다. {\displaystyle X}이 국소적 뇌터 스킴이면, {\displaystyle {\mathcal {F}}}가 연접층임과 {\displaystyle {\mathcal {F}}}가 준연접층이고 위의 가군 {\displaystyle M}을 유한 생성으로 볼 수 있음이 동치이다.
아핀 스킴 {\displaystyle U=\operatorname {Spec} A}에서 가군 {\displaystyle M}을 연관된 층 {\displaystyle {\tilde {M}}}으로 가져가며 {\displaystyle A}-가군에서 준연접층으로 가는 범주 동치가 있다. 역 동치는 {\displaystyle U} 위의 준연접층 {\displaystyle {\mathcal {F}}}를 {\displaystyle {\mathcal {F}}}의 전역 단면의 {\displaystyle A}-가군 {\displaystyle {\mathcal {F}}(U)}로 가져간다.
다음은 스킴에 대한 준연접층의 몇 가지 추가 특성이다.{\displaystyle X}가 스킴이고 {\displaystyle {\mathcal {F}}}가 그 위에서 {\displaystyle {\mathcal {O}}_{X}}-가군이라 하자. 그러면 다음 명제들은 동치이다.
- {\displaystyle {\mathcal {F}}}가 준연접층이다.
- {\displaystyle X}의 각 열린 아핀 부분 스킴 {\displaystyle U}에 대해, {\displaystyle {\mathcal {F}}|_{U}}는 {\displaystyle {\mathcal {O}}_{U}}-가군으로서 어떤 {\displaystyle {\mathcal {O}}(U)}-가군 {\displaystyle M}과 연관된 층 {\displaystyle {\tilde {M}}}과 동형이다.
- 덮개 {\displaystyle \{U_{\alpha }\}}의 각 {\displaystyle U_{\alpha }}에 대해, {\displaystyle {\mathcal {F}}|_{U_{\alpha }}}가 어떤 {\displaystyle {\mathcal {O}}(U_{\alpha })}-가군과 연관된 층과 동형인 {\displaystyle X}의 열린 아핀 덮개 {\displaystyle \{U_{\alpha }\}}가 존재한다.
- {\displaystyle X}의 각 열린 아핀 부분 스킴 {\displaystyle V\subseteq U} 쌍에 대해, 자연 준동형사상
{\displaystyle {\mathcal {O}}(V)\otimes _{{\mathcal {O}}(U)}{\mathcal {F}}(U)\to {\mathcal {F}}(V),\,f\otimes s\mapsto f\cdot s|_{V}}

은 동형사상이다.
- {\displaystyle X}의 각 열린 아핀 부분 스킴 {\displaystyle U=\operatorname {Spec} A}와 각 {\displaystyle f\in A}에 대해, {\displaystyle f}가 영이 아닌 {\displaystyle U}의 열린 부분 스킴을 {\displaystyle U_{f}}로 쓰면, 자연 준동형사상
{\displaystyle {\mathcal {F}}(U){\bigg [}{\frac {1}{f}}{\bigg ]}\to {\mathcal {F}}(U_{f})}

은 동형사상이다. 이 준동형사상은 국소화의 보편 성질로부터 온다.

## 성질

### 함의 관계
임의의 환 달린 공간 위에서, 다음과 같은 함의 관계가 성립한다.
연접 가군층 ⊆:47, (5.3.2) 유한 표시 가군층 ⊆:46, (5.2.5) 준연접층 ∩ 유한 생성 가군층
국소 자유 가군층 ⊆ 준연접층:48, (5.4.1)
국소 뇌터 스킴 위에서는 구조층이 연접 가군층이므로, 다음과 같은 포함 관계가 성립한다.
유한 계수 국소 자유 가군층 ⊆:48, (5.4.1) 연접 가군층 = 유한 표시 가군층 = 준연접층 ∩ 유한 생성 가군층

### 동치 조건
국소 뇌터 스킴 {\displaystyle (X,{\mathcal {O}}_{X})} 위의 준연접층 {\displaystyle {\mathcal {F}}}에 대하여 다음 조건들이 서로 동치이다.:111
- {\displaystyle {\mathcal {F}}}는 연접 가군층이다.
- {\displaystyle X}의 어떤 아핀 열린 덮개 {\displaystyle \{\operatorname {Spec} R_{i}\}_{i\in I}}에 대하여, {\displaystyle {\mathcal {F}}|_{\operatorname {Spec} R_{i}}}는 {\displaystyle {\mathcal {O}}_{\operatorname {Spec} R_{i}}}-가군층으로서 어떤 {\displaystyle R_{i}}-유한 생성 가군으로부터 유도된 {\displaystyle {\mathcal {O}}_{\operatorname {Spec} R_{i}}}-가군층과 동형이다.

### 밂과 당김
스킴 사상에 대하여, 준연접층의 밂은 “거의 항상” 준연접층이다. 즉, 매우 약한 조건 아래 준연접성이 보존된다. 그러나 연접성을 보존하려면 이는 매우 강한 조건(유한 사상)이 필요하다.
즉, 다음과 같은 데이터가 주어졌다고 하자.
- 두 스킴 {\displaystyle X}, {\displaystyle Y}
- 스킴 사상 {\displaystyle f\colon X\to Y}

만약 {\displaystyle f}에 대한 가군층의 밂 {\displaystyle f_{*}} 또는 당김 {\displaystyle f^{*}}이 가군층의 특정 성질을 보존하기 위한 충분 조건은 다음과 같다.
|                  | 당김                                                 | 밂                                                                           |
| ---------------- | ---------------------------------------------------- | ---------------------------------------------------------------------------- |
| 준연접층         | 항상 성립                                            | 준콤팩트 준분리 사상                                                         |
| 연접 가군층      | {\displaystyle X}, {\displaystyle Y}: 국소 뇌터 스킴 | {\displaystyle X}, {\displaystyle Y}: 뇌터 스킴 {\displaystyle f}: 유한 사상 |
| 유한 생성 가군층 | 항상 성립                                            | 유한형 사상                                                                  |
| 국소 자유 가군층 | 항상 성립                                            | (없음)                                                                       |

### 연접 가군층의 아벨 범주
임의의 왼쪽 연접환 {\displaystyle R} 위의 연접 왼쪽 가군들의 범주 {\displaystyle _{R}\operatorname {Coh} }는 아벨 범주이다. 보다 일반적으로, 임의의 환 달린 공간 {\displaystyle (X,{\mathcal {O}}_{X})} 위의 연접 가군층들의 범주 {\displaystyle \operatorname {Coh} (X)}는 아벨 범주이다. 즉, 핵과 여핵 등이 존재하며, 호몰로지 대수학을 할 수 있다. 그러나 이는 (거의 항상) 완비 범주나 쌍대 완비 범주가 아닌데, 이는 유한 계수 국소 자유 가군층들의 무한 직합 또는 직접곱은 유한 계수가 아니어서 연접 가군층이 아니기 때문이다.

### 아핀 스킴 위의 연접층
뇌터 가환환 {\displaystyle R}에 대하여 다음 세 개념이 일치한다.
- {\displaystyle R} 위의 유한 생성 가군
- {\displaystyle R} 위의 유한 계수의 국소 자유 가군
- {\displaystyle R}의 스펙트럼 {\displaystyle \operatorname {Spec} R} 위의 연접 가군층

또한, {\displaystyle R} 위의 유한 생성 가군들의 범주 {\displaystyle \operatorname {fgMod} (R)}와 연접 가군층의 범주 {\displaystyle \operatorname {Coh} (X)}는 서로 동치이다.
구체적으로, {\displaystyle {\mathcal {F}}\in \operatorname {Coh} (X)}라면, 이에 대응하여 {\displaystyle {\mathcal {F}}|_{X}}는 {\displaystyle {\mathcal {O}}_{X}|_{X}\cong R}의 유한 생성 가군이다.

### 준연접층 범주
임의의 고정된 스킴에 대한 준연접층은 아벨 범주를 형성한다. 가버는 모든 스킴의 준연접층이 특히 좋은 성질을 가진 아벨 범주인 그로텐디크 범주를 형성함을 보여주었다. 준콤팩트 준분리 스킴 {\displaystyle X}(예: 체에 대한 대수 다형체)은 {\displaystyle X} 위의 준연접층의 아벨 범주에 의해 동형사상을 기준으로 결정된다. 로젠버그는 의해 가브리엘의 결과를 일반화했다.

## 연접층의 기본 구조
- 환 달린 공간 {\displaystyle X} 위의 {\displaystyle {\mathcal {O}}_{X}}-가군 {\displaystyle {\mathcal {F}}}은 유한 랭크 국소 자유 또는 선형 다발이라고 한다. {\displaystyle X}의 모든 점에 대해 다음이 성립하는 열린 근방 {\displaystyle U}이 있다: 제한 {\displaystyle {\mathcal {F}}|_{U}}이  {\displaystyle {\mathcal {O}}_{X}|_{U}}의 복사본들의 유한 직합과 동형이다. 만약에 {\displaystyle {\mathcal {F}}}가 {\displaystyle X}의 모든 점 근처 같은 랭크 {\displaystyle n}인 자유 대상이면, 선형 다발 {\displaystyle {\mathcal {F}}}를 랭크 {\displaystyle n}이라 한다.

스킴 {\displaystyle X} 위에서 이 층론적 의미의 선형 다발들은,  스킴 {\displaystyle E}와 사상 {\displaystyle \pi :E\to X}, 열린 집합 {\displaystyle U_{\alpha }}로 이뤄진 {\displaystyle X}의 덮개와 {\displaystyle U_{\alpha }} 위에 {\displaystyle U_{\alpha }\cap U_{\beta }}에 대한 두 개의 동형 사상이  선형 자기 동형 사상을 기준으로 다른 {\displaystyle \pi ^{-1}(U_{\alpha })\cong \mathbb {A} ^{n}\times U_{\alpha }}로 주어진 동형사상을 고려하면 보다 기하학적인 방식으로 정의된 선형 다발과 동일하다.(비슷한 동치성은 복소 해석 공간에도 적용된다.) 예를 들어, 주어진 선형 다발 {\displaystyle E}에 대해 이 기하학적 의미에서 대응하는 층 {\displaystyle {\mathcal {F}}}은 {\displaystyle X}의 열린 집합 {\displaystyle U} 위에서, {\displaystyle {\mathcal {O}}(U)}-가군 {\displaystyle {\mathcal {F}}(U)}가 사상 {\displaystyle \pi ^{-1}(U)\to U}의 단면 집합이도록 정의된다. 선형 다발의 다발론적 해석은 선형 다발(국소 뇌터 스킴에서)이 연접층의 아벨 범주에 포함된다는 이점이 있다.
- 국소 자유 층은 표준  {\displaystyle {\mathcal {O}}_{X}}-가군 연산으로 갖춰 오지만 국소 자유 층을 돌려준다.

- {\displaystyle X=\operatorname {Spec} (R)}, {\displaystyle R}은 뇌터 환이라 하자. 그러면 {\displaystyle X} 위의 선형 다발들은 {\displaystyle R} 위의 유한 생성 사영 가군과 연관된 층이다. 또는 (동등하게) {\displaystyle R} 위의 유한 생성 평탄 가군이다.[11]

- {\displaystyle R}이 {\displaystyle \mathbb {N} }-등급 뇌터 환일 때, {\displaystyle X=\operatorname {Proj} (R)}가 뇌터 환 {\displaystyle R_{0}} 위의 사영 스킴이라 하자. 그럼 각 {\displaystyle \mathbb {Z} }-등급 {\displaystyle R}-가군 {\displaystyle M}은 {\displaystyle {\mathcal {F}}|_{\{f\neq 0\}}}이 {\displaystyle R[f^{-1}]_{0}}-가군 {\displaystyle M[f^{-1}]_{0}}와 관련된 층인 {\displaystyle X} 위의 준연접층 {\displaystyle {\mathcal {F}}}를 결정한다. 여기서 {\displaystyle f}는 {\displaystyle R}의 양의 차수 동차 원소들이고 {\displaystyle \{f\neq 0\}=\operatorname {Spec} R[f^{-1}]_{0}}는 {\displaystyle f}가 영이 아닌 궤적이다.

- 예를 들어 각 정수 {\displaystyle n}에 대해 ,  {\displaystyle R(n)}이 {\displaystyle R(n)_{l}=R_{n+l}}로 주어지는 등급 {\displaystyle R} -가군이라 하자. 그럼 각 {\displaystyle R(n)}는 {\displaystyle X} 위의 준연접층 {\displaystyle {\mathcal {O}}_{X}(n)}을 결정한다. 만약에 {\displaystyle R}이 {\displaystyle R_{1}}에 의해 {\displaystyle R_{0}}-대수로서 생성된다면, {\displaystyle {\mathcal {O}}_{X}(n)}는 {\displaystyle X} 위의 선다발 (가역 다발)이다. 그리고 {\displaystyle {\mathcal {O}}_{X}(n)}는 {\displaystyle {\mathcal {O}}_{X}(1)}의 {\displaystyle n}-번째 텐서승이다. 특히, {\displaystyle {\mathcal {O}}_{\mathbb {P} ^{n}}(-1)}는 사영 {\displaystyle n}-공간에서 보편 선다발이라고 한다.

- 선형 다발이 아닌 {\displaystyle \mathbb {P} ^{2}} 위의 연접층의 간단한 예는 다음 열에서 여핵에 의해 제공된다.

{\displaystyle {\mathcal {O}}(1){\xrightarrow {\cdot (x^{2}-yz,y^{3}+xy^{2}-xyz)}}{\mathcal {O}}(3)\oplus {\mathcal {O}}(4)\to {\mathcal {E}}\to 0}
이는 두 다항식의 영점 궤적에 제한된 {\displaystyle {\mathcal {E}}}가 2차원 올을 갖고 다른 곳에서는 1차원 올을 가지기 때문이다.
- 아이디얼 층 : 만약 {\displaystyle Z}가 국소적 뇌터 스킴 {\displaystyle X}의 닫힌 부분 스킴이면, {\displaystyle Z}에서 영인 모든 정규 함수들의 층 {\displaystyle {\mathcal {I}}_{Z/X}}는 연접층이다. 마찬가지로, 만약 {\displaystyle Z}가 복소 해석 공간 {\displaystyle X}의 닫힌 해석 부분 공간이면, 아이디얼 층 {\displaystyle {\mathcal {I}}_{Z/X}}은 연접층이다.

- 국소적 뇌터 스킴의 {\displaystyle X}의 닫힌 부분 스킴 {\displaystyle Z}의 구조층 {\displaystyle {\mathcal {O}}_{Z}}는 {\displaystyle X} 위의 연접층으로 볼 수 있다. 정확히 말하면 직상층 {\displaystyle i_{*}{\mathcal {O}}_{Z}}이다. 여기서 {\displaystyle i:Z\to X}는 포함 사상이다. 이는 복소 해석 공간의 닫힌 해석 부분 공간에 대해서도 마찬가지이다. 층 {\displaystyle i_{*}{\mathcal {O}}_{Z}}는 열린 집합 {\displaystyle X-Z}의 점에서 0차원 올(아래에 정의됨)을 가지고, {\displaystyle Z}의 점에서 1차원 올을 가진다. {\displaystyle X} 위의 연접층의 짧은 완전열이 있다:

{\displaystyle 0\to {\mathcal {I}}_{Z/X}\to {\mathcal {O}}_{X}\to i_{*}{\mathcal {O}}_{Z}\to 0.}
- 선형대수학의 대부분의 연산은 연접층을 보존한다. 특히, 환 달린 공간 {\displaystyle X}에서 두 연접층 {\displaystyle {\mathcal {F}}}와 {\displaystyle {\mathcal {G}}}의 텐서곱 층 {\displaystyle {\mathcal {F}}\otimes _{{\mathcal {O}}_{X}}{\mathcal {G}}}과 준동형 사상 층 {\displaystyle {\mathcal {H}}om_{{\mathcal {O}}_{X}}({\mathcal {F}},{\mathcal {G}})}은 연접층이다.[12]

- 준연접층의 간단한 반례가 0 함자에 의한 확장으로 제공된다. 예를 들어

{\displaystyle X=\operatorname {Spec} (\mathbb {C} [x,x^{-1}]){\xrightarrow {i}}\operatorname {Spec} (\mathbb {C} [x])=Y}
에 대해 {\displaystyle i_{!}{\mathcal {O}}_{X}}을 고려하자. 이 층은 자명하지 않은 줄기를 가지고 있지만 전역 단면이 없기 때문에 준연접층이 아니다. 이는 아핀 스킴의 준연접층이 기저에 깔린 환에 대한 가군의 범주와 동일하고 adjunction이 전역 단면을 가져오기 때문이다.

## 연접층의 국소적 성질
한 점 {\displaystyle x}에서 {\displaystyle {\mathcal {F}}}의 성질이 {\displaystyle x}의 이웃에서 {\displaystyle {\mathcal {F}}}의 성질을 결정한다는 사실은 연접층 {\displaystyle {\mathcal {F}}}의 중요한 특징이다. 임의의 층에 더 많은 특징이 있다. 예를 들어, 나카야마 보조정리는 (기하학적 언어로) 다음과 같이 말한다. {\displaystyle {\mathcal {F}}}가 스킴 {\displaystyle X} 위의 연접층이면, 한 점 {\displaystyle x}에서 {\displaystyle F}의 올 {\displaystyle {\mathcal {F}}_{x}\otimes _{{\mathcal {O}}_{X,x}}k(x)}(잉여체 위의 벡터 공간 {\displaystyle k(x)})가 0임과 {\displaystyle {\mathcal {F}}}가 {\displaystyle x}의 어떤 열린 이웃에서 0임이 동치이다. 관련된 사실은 연접층의 올의 차원이 위쪽-반연속이라는 것이다. 따라서 연접층은 열린 집합에서 일정한 랭크를 갖는 반면 낮은 차원의 닫힌 부분 집합에서는 랭크가 올라갈 수 있다.
같은 정신으로: 스킴 {\displaystyle X} 위의 연접층 {\displaystyle {\mathcal {F}}}이 선형 다발임과 {\displaystyle X}의 모든 점 {\displaystyle x}에 대해 줄기 {\displaystyle {\mathcal {F}}_{x}}가 국소 환 {\displaystyle {\mathcal {O}}_{X,x}} 위의 자유 가군임이 동치이다.
일반적인 스킴에서는 연접층이 (줄기가 아닌) 올만으로는 선형 다발인지 여부를 결정할 수 없다. 그러나 축소된 국소적 뇌터 스킴에서 연접층은 랭크가 국소적로 일정한 경우에만 선형 다발이다.

## 선형 다발의 예
스킴의 사상 {\displaystyle X\to Y}에 대해  {\displaystyle X}가 {\displaystyle Y} 위에서 분리되어 있으면 {\displaystyle \Delta :X\to X\times _{Y}X}를 닫힌 몰입인 대각 사상이라 하자. 그리고  {\displaystyle {\mathcal {I}}}가 {\displaystyle X\times _{Y}X} 안에서 {\displaystyle X}의 이데알 층이라 하자. 그러면 미분 형식 층 {\displaystyle \Omega _{X/Y}^{1}}은 {\displaystyle X}로  {\displaystyle {\mathcal {I}}}를 당김 {\displaystyle \Delta ^{*}{\mathcal {I}}}으로 정의할 수 있다. 이 층의 단면을 {\displaystyle Y} 위에서 {\displaystyle X}의 제 1미분형식이라고 한다. 그리고 이들은 {\displaystyle X}에서 국소적으로 정규 함수 {\displaystyle f_{j}}, {\displaystyle g_{j}}들의 유한합 {\displaystyle \textstyle \sum f_{j}\,dg_{j}}으로 쓸 수 있다. 만약에 {\displaystyle X}가 체 {\displaystyle k}에 대해 국소적으로 유한 유형이면, {\displaystyle \Omega _{X/k}^{1}}는 {\displaystyle X}에서 연접층이다.
만약에 {\displaystyle X}가 {\displaystyle k} 위에서 매끄러우면, {\displaystyle \Omega ^{1}} ({\displaystyle \Omega _{X/k}^{1}}를 의미)는 {\displaystyle X} 위의 선형 다발이고, {\displaystyle X}의 여접다발이라고 부른다. 그러면 접다발 {\displaystyle TX}는 쌍대 다발 {\displaystyle (\Omega ^{1})^{*}}로 정의된다. {\displaystyle k} 위에서 매끄럽고 모든 곳에서  {\displaystyle n}차원인 .{\displaystyle X}에 대해 접다발은 랭크 {\displaystyle n}를 갖는다.
만약에 {\displaystyle Y}가 {\displaystyle k} 위의 매끄러운 스킴 {\displaystyle X}의 매끄러운 닫힌 부분 스킴이면, {\displaystyle Y} 위에서 선형 다발의 짧은 완전열이 있다:
{\displaystyle 0\to TY\to TX|_{Y}\to N_{Y/X}\to 0,}
이를 {\displaystyle X} 안에서 {\displaystyle Y}에 대한 법다발 {\displaystyle N_{Y/X}}의 정의로 사용할 수 있다.
체 {\displaystyle k} 위에서 매끄러운 스킴 {\displaystyle X}와 자연수 {\displaystyle i},에 대해, {\displaystyle X} 위의 제 {\displaystyle i}미분 형식의 선형 다발 {\displaystyle \Omega ^{i}}은 {\displaystyle i} -여접다발의 외승, {\displaystyle \Omega ^{i}=\Lambda ^{i}\Omega ^{1}}과 같이 정의된다. {\displaystyle k} 위에서 {\displaystyle n}차원 매끄러운 다형체 {\displaystyle X}에 대해, 표준 다발 {\displaystyle K_{X}}은 선다발{\displaystyle \Omega ^{n}}을 의미한다. 따라서 표준 다발의 단면은 의 대수-기하학적에서 미분기하학의 부피 형식과 비슷한 개념이다. 예를 들어,  {\displaystyle k} 위에서 아핀 공간 {\displaystyle \mathbb {A} ^{n}}의 표준 다발 단면은
{\displaystyle f(x_{1},\ldots ,x_{n})\;dx_{1}\wedge \cdots \wedge dx_{n},}
로 쓸 수 있다. 여기서 {\displaystyle f}는 계수가 {\displaystyle k}의 원소인 다항식이다.
{\displaystyle R}이 가환환이고 {\displaystyle n}을 자연수라 하자. 각 정수 {\displaystyle j}에 대해 , {\displaystyle {\mathcal {O}}(j)}라고 불리는, {\displaystyle R} 위에서 사영 공간 {\displaystyle \mathbb {P} ^{n}}에 선다발의 중요한 예가 있다. 이를 정의하기 위해 어떤 {\displaystyle R} -스킴의 사상을 고려하자:
{\displaystyle \pi :\mathbb {A} ^{n+1}-0\to \mathbb {P} ^{n}}
이는 좌표로 표현하면 {\displaystyle (x_{0},\ldots ,x_{n})\mapsto [x_{0},\ldots ,x_{n}]}로 주어진다. (즉, 사영 공간을 아핀 공간의 1차원 선형 부분 공간의 공간으로 생각하면 아핀 공간에서 0이 아닌 점을 연결하는 선으로 보낸다.) 그러면 {\displaystyle \mathbb {P} ^{n}}의 열린 부분 집합 {\displaystyle U} 위의 {\displaystyle {\mathcal {O}}(j)}의 단면은 {\displaystyle \pi ^{-1}(U)} 위에서 {\displaystyle j}차 동차 정규 함수 {\displaystyle f}로 정의된다. 이는 {\displaystyle \mathbb {A} ^{1}-0)\times \pi ^{-1}(U)} 위의 정규 함수로서
{\displaystyle f(ax)=a^{j}f(x)}
가 성립함을 뜻한다. 모든 정수 {\displaystyle i}, {\displaystyle j}에 대해, {\displaystyle \mathbb {P} ^{n}} 위의 선다발의 동형 {\displaystyle {\mathcal {O}}(i)\otimes {\mathcal {O}}(j)\cong {\mathcal {O}}(i+j)}이 있다.
특히, {\displaystyle R} 위에서 모든 {\displaystyle j}차 동차 다항식 {\displaystyle x_{0},\ldots ,x_{n}}은 {\displaystyle \mathbb {P} ^{n}} 위에서  {\displaystyle {\mathcal {O}}(j)}의 전역 단면으로 볼 수 있다. 사영 공간의 모든 닫힌 부분 스킴은 동차 다항식의 어떤 모임의 영점 집합으로 정의될 수 있으므로 선다발 {\displaystyle {\mathcal {O}}(j)}의 어떤 단면의 영점 집합으로 정의될 수 있다. 이는 닫힌 부분 스킴이 단순히 어떤 정규 함수 모음의 영점 집합인 단순한 아핀 공간의 경우와 대조된다. {\displaystyle R} 위의 사영 공간 {\displaystyle \mathbb {P} ^{n}}의 정규 함수들은 단지 "상수"(환 {\displaystyle R} )이며, 따라서 선다발 {\displaystyle {\mathcal {O}}(j)}을 고려하는 것이 필수적이다.  .
세르는 아핀 공간에서 연접층보다 더 미묘한 사영 공간의 모든 연접층에 대한 대수적 설명을 제공했다. {\displaystyle R}이 뇌터 환(예: 체)이라 하고, {\displaystyle x_{i}} 각각이 1등급인 등급환으로서 다항식 환 {\displaystyle S=R[x_{0},\ldots ,x_{n}]}를 고려하자. 그러면 모든 유한 생성 등급 {\displaystyle S}-가군 {\displaystyle M}은 연관된 {\displaystyle R} 위의  {\displaystyle \mathbb {P} ^{n}}에서의 연접층 {\displaystyle {\tilde {M}}}을 가지고 있다. {\displaystyle \mathbb {P} ^{n}}에서의 모든 연접층은 유한 생성 등급 {\displaystyle S}-가군 {\displaystyle M}에서 이러한 방식으로 발생한다.(예를 들어, 선다발 {\displaystyle {\mathcal {O}}(j)}은  {\displaystyle j}로 등급이 낮아진 {\displaystyle S}-가군 {\displaystyle S}와 연관된 층이다.) 하지만 {\displaystyle \mathbb {P} ^{n}} 위에서 주어진 연접층을 생성하는 {\displaystyle S}-가군 {\displaystyle M}은 유일하지 않고, {\displaystyle M}을 기껏해야 유한하게 많은 등급에서만 0이 아닌 임의의 등급 가군으로 바꾼 것들을 동치로 보았을 때 유일하다. 보다 정확하게, {\displaystyle \mathbb {P} ^{n}} 위의 연접층의 아벨 범주는 유한 생성 등급 {\displaystyle S} -가군 범주를 기껏해야 유한하게 많은 등급에서만 0이 아닌 가군 범주의 세르 부분 범주로 자른 몫이다.
체 {\displaystyle k} 위의 사영 공간 {\displaystyle \mathbb {P} ^{n}}의 접다발은 선다발 {\displaystyle {\mathcal {O}}(1)}의 측면에서 설명할 수 있다. 즉, 다음 짧은 완전열인 오일러 수열이 있다.
{\displaystyle 0\to {\mathcal {O}}_{\mathbb {P} ^{n}}\to {\mathcal {O}}(1)^{\oplus \;n+1}\to T\mathbb {P} ^{n}\to 0.}
표준 다발 {\displaystyle K_{\mathbb {P} ^{n}}}(접다발의 행렬식 다발의 쌍대)는 {\displaystyle {\mathcal {O}}(-n-1)}과 동형이다. 이것은 대수 기하학의 기본 계산이다. 예를 들어, 표준 다발이 풍부한 선다발 {\displaystyle {\mathcal {O}}(1)}의 음의 배수라는 사실은 사영 공간이 파노 다형체임을 의미한다. 복소수에 대해 이것은 사영 공간에 양의 리치 곡률을 갖는 켈러 계량이 있음을 의미한다.

### 초곡면의 선형 다발
{\displaystyle d}차 동차 다항식 {\displaystyle f}에 의해 정의된 매끄러운 {\displaystyle d}차원 초곡면 {\displaystyle X\subset \mathbb {P} ^{n}}를 고려하자. 그러면 다음 완전열이 있다.
{\displaystyle 0\to {\mathcal {O}}_{X}(-d)\to i^{*}\Omega _{\mathbb {P} ^{n}}\to \Omega _{X}\to 0}
여기서 두 번째 사상은 미분 형식의 당김이고 첫 번째 사상은
{\displaystyle \phi \mapsto d(f\cdot \phi )}
이 열은 {\displaystyle {\mathcal {O}}(-d)}가 {\displaystyle \mathbb {P} ^{n}}에서 {\displaystyle X}의 여법층임을 알려준다. 이것을 쌍대화하면 완전열
{\displaystyle 0\to T_{X}\to i^{*}T_{\mathbb {P} ^{n}}\to {\mathcal {O}}(d)\to 0}
이 생성된다. 따라서 {\displaystyle {\mathcal {O}}(d)}는 {\displaystyle \mathbb {P} ^{n}}에서 {\displaystyle X}의 법다발이다. 랭크 {\displaystyle r_{1}}, {\displaystyle r_{2}}, {\displaystyle r_{3}} 선형 다발들의 완전열이 주어진 사실을 사용하면
{\displaystyle 0\to {\mathcal {E}}_{1}\to {\mathcal {E}}_{2}\to {\mathcal {E}}_{3}\to 0}
다음과 같은 선다발 동형사상이 있다:
{\displaystyle \Lambda ^{r_{2}}{\mathcal {E}}_{2}\cong \Lambda ^{r_{1}}{\mathcal {E}}_{1}\otimes \Lambda ^{r_{3}}{\mathcal {E}}_{3}}
그러면, 동형사상
{\displaystyle i^{*}\omega _{\mathbb {P} ^{n}}\cong \omega _{X}\otimes {\mathcal {O}}_{X}(-d)}
이 있음을 알 수 있다. 이는
{\displaystyle \omega _{X}\cong {\mathcal {O}}_{X}(d-n-1)}
를 보여준다.

## 세르 구성 및 선형 다발
랭크 2 선형 다발을 구성하는 유용한 방식 중 하나는, 매끄러운 사영 다형체 {\displaystyle X} 위의 랭크 2 선형 다발 {\displaystyle {\mathcal {E}}}와 여차원 2인 부분 다형체 {\displaystyle Y} 사이의 대응 관계를 {\displaystyle X} 위의 특정 {\displaystyle {\text{Ext}}^{1}}-군 계산을 이용해 설정하는 세르 구성 pg 3이다. 이는 선다발 {\displaystyle \wedge ^{2}{\mathcal {E}}}의 코호몰로지 조건에 의해 제공된다.(아래 참조).
한 방향의 대응은 다음과 같이 제공된다. 단면 {\displaystyle s\in \Gamma (X,{\mathcal {E}})}에 대해 영점 궤적 {\displaystyle V(s)\subset X}을 연관시킬 수 있다. 만약에 {\displaystyle V(s)}가 여차원 2인 부분 다형체이면,
1. 이는 국소적 완전 교차점이다. 즉, 아핀 좌표 조각 {\displaystyle U_{i}\subset X}를 사용하면, {\displaystyle s|_{U_{i}}\in \Gamma (U_{i},{\mathcal {E}})}는 함수 {\displaystyle s_{i}:U_{i}\to \mathbb {A} ^{2}}로 나타낼 수 있다. 여기서 {\displaystyle s_{i}(p)=(s_{i}^{1}(p),s_{i}^{2}(p))} 이고{\displaystyle V(s)\cap U_{i}=V(s_{i}^{1},s_{i}^{2})}.
2. 선다발 {\displaystyle \omega _{X}\otimes \wedge ^{2}{\mathcal {E}}|_{V(s)}}은 {\displaystyle V(s)} 위의 표준 다발{\displaystyle \omega _{V(s)}}과 동형이다.

다른 방향에서, 여차원 2인 부분 다형체 {\displaystyle Y\subset X}과 다음과 같은 선다발 {\displaystyle {\mathcal {L}}\to X}
1. {\displaystyle H^{1}(X,{\mathcal {L}})=H^{2}(X,{\mathcal {L}})=0}
2. {\displaystyle \omega _{Y}\cong (\omega _{X}\otimes {\mathcal {L}})|_{Y}}

에 대해, 표준 동형사상
{\displaystyle {\text{Hom}}((\omega _{X}\otimes {\mathcal {L}})|_{Y},\omega _{Y})\cong {\text{Ext}}^{1}({\mathcal {I}}_{Y}\otimes {\mathcal {L}},{\mathcal {O}}_{X})}
이 있다. 이는 여차원 {\displaystyle 2}인 부분 다형체 포함 사상에 대해 함자적이다. 더욱이, 왼쪽에 주어진 모든 동형은 오른쪽 확장의 중간에 국소 자유 층에 해당한다. 즉, 동형사상 {\displaystyle s\in {\text{Hom}}((\omega _{X}\otimes {\mathcal {L}})|_{Y},\omega _{Y})}에 해당하는 다음 짧은 완전열에 맞는 랭크 2 국소 자유 다발 {\displaystyle {\mathcal {E}}}이 있다:
{\displaystyle 0\to {\mathcal {O}}_{X}\to {\mathcal {E}}\to {\mathcal {I}}_{Y}\otimes {\mathcal {L}}\to 0}
그러면 이 선형 다발은 안정적인지 여부를 결정하기 위해 코호몰로지 불변량을 사용하여 추가로 연구할 수 있다. 이것은 주극화된 아벨 다형체와 K3 곡면 같은 많은 특정 경우에서 안정적인 선형 다발의 모듈라이 공간을 연구하기 위한 기초를 형성한다.

## 예

### 대수기하학
모든 왼쪽 뇌터 환은 왼쪽 연접환이며, 오른쪽 뇌터 환은 오른쪽 연접환이다.:138, Example 4.46(a) 국소 뇌터 스킴은 연접 공간이다. 즉, 그 구조층은 연접 가군층을 이룬다. (:111, Example II.5.2.1에는 모든 스킴의 구조층이 연접 가군층이라고 서술돼 있다. 그러나 하츠혼의 연접 가군층의 정의는 여기서 정의된 연접 가군층의 정의와 다르다. 두 정의는 뇌터 스킴의 경우 동치이다.)
국소 뇌터 스킴 {\displaystyle X}의 아이디얼 층은 (연접층 {\displaystyle {\mathcal {O}}_{X}}의 부분 가군층이므로) 연접층이다. 특히, 국소 뇌터 스킴의 닫힌 부분 스킴 {\displaystyle Y\subseteq X}에 대응하는 아이디얼 층은 연접층이다.

### 복소기하학
오카 연접성 정리(영어: Oka coherence theorem)에 따르면, 복소다양체 {\displaystyle M} 위의 정칙 함수의 층은 연접 가군층이다. 보다 일반적으로, {\displaystyle M} 위의 해석적 벡터 다발 {\displaystyle E\twoheadrightarrow M}이 주어졌을 때, {\displaystyle E}의 단면층은 연접 가군층이다.

### 뇌터 환이 아닌 연접환
{\displaystyle R}가 왼쪽 뇌터 환일 경우, 임의의 집합 {\displaystyle I}에 대하여 다항식환 {\displaystyle R[x_{i}]_{i\in I}}는 항상 왼쪽 연접환이지만, 만약 {\displaystyle I}가 무한 집합이라면 이는 왼쪽 뇌터 환이 아니다.

## 연접층 코호몰로지
연접층의 코호몰로지 이론은 대수기하학에서 근본적인 방법이다. 1950년대에야 도입되었지만 대수 기하학의 많은 초기 방법은 연접층에 적용된 층 코호몰로지로 명확해진다. 대체로 말하면, 연접층 코호몰로지는 지정된 성질을 가진 함수를 생성하는 방법으로 볼 수 있다. 선다발 또는 보다 일반적인 층의 단면은 일반화된 함수로 볼 수 있다. 해석적 복소기하학에서도 연접층 코호몰로지는 근본적인 역할을 한다.
연접층 코호몰로지의 핵심 결과로는 코호몰로지의 유한 차원성에 대한 결과, 다양한 경우에 코호몰로지가 사라지는 결과, 세르 쌍대성 등의 쌍대성 정리, 호지 이론 등 위상 수학과 대수 기하학의 관계, 리만-로흐 정리와 같은 연접층의 오일러 지표 공식 등이 있다.

## 역사
연접 가군층의 개념은 원래 앙리 카르탕이 1944년 경에 다변수 복소해석학에서 도입하였다. 1946년에 오카 기요시는 오카 연접성 정리를 증명하였다.
1955년에 장피에르 세르는 유명한 논문 〈대수적 연접층〉에서 연접층의 개념을 대수기하학에 응용하였다.

## 같이 보기
- 피카르 군